# ラミーヌ・フォファナ
ラミーヌ・フォファナ（Lamine Fofana 、1998年11月10日 - ）は、コートジボワール・バンジェビル出身のサッカー選手。ACRメッシーナ所属。ポジションは、ミッドフィールダー。

## クラブ歴
2018年9月16日、セリエCのヴィルトゥス・ヴェローナ戦でデビューを果たした。
2021年8月7日、ACRメッシーナに2年契約で移籍。